# Awat
Awat (âm Hán Việt: A Ngõa Đề, chữ Hán giản thể: 阿瓦提县) là một huyện thuộc địa khu Aksu, Tân Cương, Cộng hòa Nhân dân Trung Hoa. Huyện này có diện tích 13.976 ki-lô-mét vuông, dân số năm 2002 là 210.000 người. Về mặt hành chính, huyện này được chia thành 1 trấn, 7 hương.
- Trấn: Awat
- Hương: A-y-ba-cách, Tháp-mộc-thác-cách-lạp-khắc, Ô-lỗ-khước-lặc, Bái-thập-ngải-nhật-khắc, Anh-ngải-nhật-khắc, Đa-lãng, Ba-cách-thác-cách-lạp-khắc.

## Khí hậu
| Dữ liệu khí hậu của Awat, elevation 1.044 m (3.425 ft), (1991–2020 normals, extremes 1981–2010) | Dữ liệu khí hậu của Awat, elevation 1.044 m (3.425 ft), (1991–2020 normals, extremes 1981–2010) | Dữ liệu khí hậu của Awat, elevation 1.044 m (3.425 ft), (1991–2020 normals, extremes 1981–2010) | Dữ liệu khí hậu của Awat, elevation 1.044 m (3.425 ft), (1991–2020 normals, extremes 1981–2010) | Dữ liệu khí hậu của Awat, elevation 1.044 m (3.425 ft), (1991–2020 normals, extremes 1981–2010) | Dữ liệu khí hậu của Awat, elevation 1.044 m (3.425 ft), (1991–2020 normals, extremes 1981–2010) | Dữ liệu khí hậu của Awat, elevation 1.044 m (3.425 ft), (1991–2020 normals, extremes 1981–2010) | Dữ liệu khí hậu của Awat, elevation 1.044 m (3.425 ft), (1991–2020 normals, extremes 1981–2010) | Dữ liệu khí hậu của Awat, elevation 1.044 m (3.425 ft), (1991–2020 normals, extremes 1981–2010) | Dữ liệu khí hậu của Awat, elevation 1.044 m (3.425 ft), (1991–2020 normals, extremes 1981–2010) | Dữ liệu khí hậu của Awat, elevation 1.044 m (3.425 ft), (1991–2020 normals, extremes 1981–2010) | Dữ liệu khí hậu của Awat, elevation 1.044 m (3.425 ft), (1991–2020 normals, extremes 1981–2010) | Dữ liệu khí hậu của Awat, elevation 1.044 m (3.425 ft), (1991–2020 normals, extremes 1981–2010) | Dữ liệu khí hậu của Awat, elevation 1.044 m (3.425 ft), (1991–2020 normals, extremes 1981–2010) |
| Tháng                                                                                           | 1                                                                                               | 2                                                                                               | 3                                                                                               | 4                                                                                               | 5                                                                                               | 6                                                                                               | 7                                                                                               | 8                                                                                               | 9                                                                                               | 10                                                                                              | 11                                                                                              | 12                                                                                              | Năm                                                                                             |
| ----------------------------------------------------------------------------------------------- | ----------------------------------------------------------------------------------------------- | ----------------------------------------------------------------------------------------------- | ----------------------------------------------------------------------------------------------- | ----------------------------------------------------------------------------------------------- | ----------------------------------------------------------------------------------------------- | ----------------------------------------------------------------------------------------------- | ----------------------------------------------------------------------------------------------- | ----------------------------------------------------------------------------------------------- | ----------------------------------------------------------------------------------------------- | ----------------------------------------------------------------------------------------------- | ----------------------------------------------------------------------------------------------- | ----------------------------------------------------------------------------------------------- | ----------------------------------------------------------------------------------------------- |
| Cao kỉ lục °C (°F)                                                                              | 8.2 (46.8)                                                                                      | 14.6 (58.3)                                                                                     | 27.8 (82.0)                                                                                     | 35.6 (96.1)                                                                                     | 36.2 (97.2)                                                                                     | 38.3 (100.9)                                                                                    | 39.0 (102.2)                                                                                    | 39.2 (102.6)                                                                                    | 34.1 (93.4)                                                                                     | 29.8 (85.6)                                                                                     | 22.1 (71.8)                                                                                     | 10.9 (51.6)                                                                                     | 39.2 (102.6)                                                                                    |
| Trung bình ngày tối đa °C (°F)                                                                  | −0.5 (31.1)                                                                                     | 5.9 (42.6)                                                                                      | 15.0 (59.0)                                                                                     | 23.5 (74.3)                                                                                     | 28.0 (82.4)                                                                                     | 31.0 (87.8)                                                                                     | 32.0 (89.6)                                                                                     | 30.8 (87.4)                                                                                     | 27.0 (80.6)                                                                                     | 20.4 (68.7)                                                                                     | 10.5 (50.9)                                                                                     | 1.3 (34.3)                                                                                      | 18.7 (65.7)                                                                                     |
| Trung bình ngày °C (°F)                                                                         | −7.4 (18.7)                                                                                     | −1.2 (29.8)                                                                                     | 7.7 (45.9)                                                                                      | 15.8 (60.4)                                                                                     | 20.3 (68.5)                                                                                     | 23.2 (73.8)                                                                                     | 24.3 (75.7)                                                                                     | 23.1 (73.6)                                                                                     | 18.5 (65.3)                                                                                     | 10.7 (51.3)                                                                                     | 2.0 (35.6)                                                                                      | −5.1 (22.8)                                                                                     | 11.0 (51.8)                                                                                     |
| Tối thiểu trung bình ngày °C (°F)                                                               | −13.1 (8.4)                                                                                     | −7.3 (18.9)                                                                                     | 1.1 (34.0)                                                                                      | 8.5 (47.3)                                                                                      | 13.1 (55.6)                                                                                     | 16.2 (61.2)                                                                                     | 17.6 (63.7)                                                                                     | 16.6 (61.9)                                                                                     | 11.5 (52.7)                                                                                     | 3.4 (38.1)                                                                                      | −3.8 (25.2)                                                                                     | −9.7 (14.5)                                                                                     | 4.5 (40.1)                                                                                      |
| Thấp kỉ lục °C (°F)                                                                             | −26.0 (−14.8)                                                                                   | −25.0 (−13.0)                                                                                   | −12.1 (10.2)                                                                                    | −3.0 (26.6)                                                                                     | 2.2 (36.0)                                                                                      | 7.4 (45.3)                                                                                      | 8.2 (46.8)                                                                                      | 8.0 (46.4)                                                                                      | 3.3 (37.9)                                                                                      | −5.5 (22.1)                                                                                     | −14.1 (6.6)                                                                                     | −21.9 (−7.4)                                                                                    | −26.0 (−14.8)                                                                                   |
| Lượng Giáng thủy trung bình mm (inches)                                                         | 1.0 (0.04)                                                                                      | 1.7 (0.07)                                                                                      | 1.6 (0.06)                                                                                      | 2.5 (0.10)                                                                                      | 9.1 (0.36)                                                                                      | 16.6 (0.65)                                                                                     | 14.8 (0.58)                                                                                     | 12.6 (0.50)                                                                                     | 9.3 (0.37)                                                                                      | 2.5 (0.10)                                                                                      | 1.0 (0.04)                                                                                      | 1.1 (0.04)                                                                                      | 73.8 (2.91)                                                                                     |
| Số ngày giáng thủy trung bình (≥ 0.1 mm)                                                        | 1.7                                                                                             | 1.1                                                                                             | 0.7                                                                                             | 1.3                                                                                             | 3.2                                                                                             | 6.2                                                                                             | 6.7                                                                                             | 5.7                                                                                             | 3.3                                                                                             | 1.3                                                                                             | 0.7                                                                                             | 1.5                                                                                             | 33.4                                                                                            |
| Số ngày tuyết rơi trung bình                                                                    | 5.0                                                                                             | 2.4                                                                                             | 0.3                                                                                             | 0.1                                                                                             | 0                                                                                               | 0                                                                                               | 0                                                                                               | 0                                                                                               | 0                                                                                               | 0.1                                                                                             | 0.7                                                                                             | 4.9                                                                                             | 13.5                                                                                            |
| Độ ẩm tương đối trung bình (%)                                                                  | 69                                                                                              | 60                                                                                              | 47                                                                                              | 39                                                                                              | 42                                                                                              | 50                                                                                              | 56                                                                                              | 59                                                                                              | 62                                                                                              | 63                                                                                              | 66                                                                                              | 74                                                                                              | 57                                                                                              |
| Số giờ nắng trung bình tháng                                                                    | 182.9                                                                                           | 184.5                                                                                           | 206.5                                                                                           | 230.1                                                                                           | 271.1                                                                                           | 297.4                                                                                           | 309.1                                                                                           | 285.2                                                                                           | 261.6                                                                                           | 258.2                                                                                           | 206.0                                                                                           | 168.9                                                                                           | 2.861,5                                                                                         |
| Phần trăm nắng có thể                                                                           | 61                                                                                              | 60                                                                                              | 55                                                                                              | 57                                                                                              | 60                                                                                              | 66                                                                                              | 68                                                                                              | 68                                                                                              | 71                                                                                              | 77                                                                                              | 71                                                                                              | 59                                                                                              | 64                                                                                              |
| Nguồn: China Meteorological Administration                                                      |                                                                                                 |                                                                                                 |                                                                                                 |                                                                                                 |                                                                                                 |                                                                                                 |                                                                                                 |                                                                                                 |                                                                                                 |                                                                                                 |                                                                                                 |                                                                                                 |                                                                                                 |